# فازادینیوم برماید
فازادینیوم برماید (انگلیسی: Fazadinium bromide) یک شل کننده عضلانی است که به عنوان یک آنتاگونیست گیرنده نیکوتین استیل کولین از طریق بلوک عصبی عضلانی عمل می‌کند.